# 久保田美郎
久保田 美郎（くぼた よしろう、1948年1月26日 - 2020年1月15日）は、島根県出身の元アマチュア野球選手（投手）。

## 経歴
安来高等学校では、1964年秋季中国大会県予選準決勝に進むが益田高に完封負け。翌1965年夏は西中国大会準決勝で、池田昭洋（東京オリオンズドラフト指名）のいた小野田工に敗れ甲子園出場を逸する。
卒業後は関西大学に進学。関西六大学野球リーグでは在学中3回の優勝を経験、リーグ通算30勝を記録した。1968年の明治維新百年記念明治神宮野球大会に関西六大学選抜メンバーとして出場。準決勝では東京六大学選抜を相手に先発するが、山中正竹、田淵幸一のバッテリーに0-2で敗退。1969年の春秋季連続優勝に貢献し、同年の全日本大学野球選手権大会では、1回戦で千葉商大から完全試合を達成。準決勝に進むが、エース佐藤道郎を擁する日大に完封負けを喫する。大学同期に捕手の佐竹政和、1年下に外野手の白滝政孝、3年下に投手の山口高志がいた。
大学卒業後は熊谷組に入社、都市対抗などの常連として活躍する。1973年のJABA東京スポニチ大会では、決勝で日本楽器の池谷公二郎に投げ勝ち優勝。最高殊勲選手賞を獲得した。同年の産業対抗でも加藤安雄とバッテリーを組み決勝に進むが、エアロマスターの細渕守男に抑えられ完封負け、準優勝にとどまる。同大会の敢闘賞を獲得。同年の第10回アジア野球選手権大会日本代表となり、社会人ベストナインにも選出された。1977年の都市対抗は準決勝で電電東京を完封、しかし決勝で神戸製鋼に敗退した。1975年のインターコンチネンタルカップ、1976年のアマチュア野球世界選手権日本代表に選出されている。
現役引退後は熊谷組監督に就任。